# The Null Corporation
The Null Corporation es una compañía discográfica independiente que se dedica al lanzamiento de las obras de Nine Inch Nails. Los dos últimos álbumes de la banda, Ghosts I–IV y The Slip, han sido lanzados de forma física por Null Corporation. El nombre también aparece en asociación a las descargas digitales y en su cadena oficial de  YouTube.

## Lanzamientos
- 2008: Ghosts I–IV[2][3][4]
- 2008: "Discipline" (sencillo)[2]
- 2008: The Slip[2][3][4]
- 2008: "Lights in the Sky" (Tour Sampler de Estados Unidos)
- 2009: "NINJA 2009 Tour Sampler"